# Houtkopersburgwal
De Houtkopersburgwal is een gracht in het centrum van Amsterdam. De gracht en kade loopt van de Oude Schans naar de Uilenburgergracht. Halverwege kruist de Steenvoetsluis in de Uilenburgerstraat de gracht.  

## Geschiedenis
Oorspronkelijk was hier buitendijks grasland. In 1593 werden evenwijdig aan de Oude Schans de Uilenburgergracht en Markengracht gegraven die aan de zuidzijde werden verbonden door de Houtkopersburgwal. Dit was in de 19e eeuw en 20e eeuw de arme Joodse wijk.  
In 1953 werd een plan gemaakt tot sanering van de door de oorlog zwaar gehavende buurt. Men had het voornemen om de Houtkopersburgwal te verbreden na sanering van de verkrotte bebouwing langs de Joden Houttuinen met achterzijde op de gracht. Men voorzag een open ruimte met vier bomenrijen langs het water en een marktterrein. Dit ging echter niet door en op het vrijgekomen terrein verscheen het Maupoleum, waarvoor de gracht werd gedempt om ruimte voor de bouw te maken. De bedoeling was dat tussen de Oude Schans en de Uilenburgergracht het water na de bouw weer zou terugkeren. Dat gebeurde echter niet en er bleef na de bouw een zandvlakte over. Doordat de doorstroming van de andere grachten werd belemmerd trad vervuiling op. In 1974 waren er plannen om het terrein in te richten als parkeerterrein met een groen randje. Uiteindelijk viel in 1977 het besluit dat de gracht weer zou worden hergraven, tussen de Oude Schans en de Uilenburgergracht, waardoor Uilenburg weer geheel omsloten zou zijn door water.

Tussen de Jodenbreestraat en het Waterlooplein ligt de Houtkopersdwarsstraat, oorspronkelijk de Vlooienburgsteeg, welke naam naar aanleiding van een verzoek aan de raad werd gewijzigd.
De gracht en straat zijn bij een raadsbesluit van 15 mei 1878 vernoemd naar de vele houthandelaren die zich hier in de 17e eeuw vestigde wegens de nabij gelegen opslaplaatsen van hout, de Joden Houttuinen.